# Институт общей и неотложной хирургии имени В. Т. Зайцева
Институ́т о́бщей и неотло́жной хирурги́и имени Владимира Терентьевича Зайцева — научно-исследовательский институт, основанный в 1930 году в Харькове.
Институт ставит перед собой задачи по решению проблем неотложной хирургии и переливанию крови, излечению ран, пересадки органов и тканей, лечению язвенной болезни желудка и двенадцатиперстной кишки.

## История
Институт создан под именем Украинский институт переливания крови и гематологии в 1930 году по инициативе В. Н. Шамова, который и был его директором до 1934 года.
В 1932 году переименован в Украинский институт переливания крови и неотложной хирургии.
В 1936 году директором стал А. Л. Слободский.
С 1938 года по 1939 год в институте разрабатывалась схема переливания крови на боевом поле.
Во время Великой Отечественной войны эвакуирован в Волгоград, а потом в Саратов.
С 1941 года по 1943 год институт работал как главная станция по переливании крови по обеспечению кровью медучреждений фронтов.
С 23 июня 1941 года по 18 мая 1945 года приготовлено 68 тонн крови и прооперировано 250 тысяч пациентов.
10 сентября 1943 года вернулся в Харьков, где с октября 1943 года возобновил свою деятельность.
В 1965 году назван Харьковский НИИ общей и неотложной хирургии. Директором стал А. А. Шалимов.
С 1974 года по 1999 год директором работал В. Т. Зайцев. Им создана школа для хирургов-неотложников и школа хирургической гастроэнтерологии.
C 1999 года директором работает В. В. Бойко.
С 2000 года принадлежит Академии медицинских наук Украины.

## Отделы
Институт состоит из следующих подразделений:
- Отделение оперативной эндоскопии
- Отдел неотложной хирургии брюшной полости.
- Отдел хирургических инфекций.
- Отдел травматического шока.
- Отдел анестезиологии.
- Отдел реанимации и интенсивной терапии.
- Отдел острых заболеваний сосудов.
- Отдел кардиохирургии и неотложной кардиологии
- Отдел интервенционной кардиологии
- Отдел заболеваний пищевода и желудочно-кишечного тракта.
- Отдел хирургии печени и желчевыводящих путей.
- Отдел торакальной хирургии.
- Диагностическая лаборатория.
- Отдел клинико-инструментальной и ультразвуковой диагностики патологии внутренних органов и сердечно-сосудистой системы.
- Лаборатория патоморфологии и экспериментальной хирургии.
- Отдел комплексного программирования развития неотложной хирургии и защиты интеллектуальной собственности.

## Дополнительные сведения
При институте действует аспирантура по специальности «Хирургия».
За 5 лет защищено 12 докторских и 34 кандидатских диссертаций. Издано 30 монографий и 40 учебников. Получено 180 патентов Украины для изобретения.
Институт закончило 45 докторов и 217 кандидатов медицинских наук.
Институт издаёт журнал «Харьковская хирургическая школа».
На базе института ежегодно проводится около 3 тысяч операций.